# Fenakiwi
La Festa Nacional do Kiwi o Fenakiwi es una celebración que tiene lugar cada dos años en la ciudad de Farroupilha, Río Grande del Sur, Brasil. La 1ª edición de la fiesta tuvo lugar del 19 al 28 de julio de 1991.
Farroupilha, ubicada en la Sierra Gaúcha, es la mayor ciudad productora de kiwi del país. La fiesta reúne a más de 100 mil personas durante los tres fines de semana que dura (datos de 2014). Fenakiwi es promovido por la Cámara de Industria, Comercio y Servicios de Farroupilha y el Ayuntamiento.
La primera fiesta tuvo lugar en 1991, bajo la administración del entonces alcalde Clóvis Zanfeliz.
El evento tiene lugar en el complejo Parque Cinquentenário donde se ponen 120 expositores con diferentes temas: calzado, mobiliario, ropa, vino, artesanías...etc. del municipio y la región. Se incluyen también gastronomía típica, los espectáculos musicales y las atracciones culturales y deportivas.
La fortaleza económica de la región es uno de los aspectos más destacados de todas las ediciones de Fenakiwi. En un estado que se enorgullece de celebrar los frutos del trabajo, Farroupilha, uno de los graneros industriales de la región, no podría ser diferente.